# Hyainailouros
Hyainailouros es un género extinto de mamífero hienodonte perteneciente a la familia Hyainailouridae que vivió durante el Mioceno, de los cuales había al menos tres especies distribuidas en Europa y África. Estaba cercanamente relacionado con otros grandes hienodontes africanos tales como Simbakubwa y Megistotherium. Adicionalmente, Hyainailouros caminaba en una postura semidigitígrada y probablemente era capaz de dar grandes brincos.